# Trachelissa
Trachelissa is een kevergeslacht uit de familie van de boktorren (Cerambycidae). De wetenschappelijke naam van het geslacht werd voor het eerst geldig gepubliceerd in 1912 door Aurivillius.

## Soorten
Trachelissa omvat de volgende soorten:
- Trachelissa maculicollis (Audinet-Serville, 1834)
- Trachelissa pustulata (Audinet-Serville, 1834)
- Trachelissa rugosipennis (Gounelle, 1911)